# Égitestek fényessége
A csillagászat egyik alaptevékenysége az égitestek vizuális, szemmel történő vizsgálata, ami az elektromágneses sugárzás optikai tartománya földfelszínre jutó részének segítségével lehetséges. Mivel az égitestről kiinduló sugárzás és az általunk látható fényesség aránya függ az égitest távolságától, ezért megkülönböztetünk abszolút fényességet és látszólagos fényességet. A látszólagos fényesség, mint mennyiség jele m, mértékegysége a magnitúdó, jele m. Az abszolút fényesség, mint mennyiség jele M, mértékegysége szintén a magnitúdó, jele M.

## Alapfogalmak áttekintése
Az egyszerűség kedvéért az alapfogalmak magyarázatánál csillagra gondoljunk.
- Fényesség – elsősorban szemmel érzékelt fizikai mennyiség. Jele »m« vagy »M«. A megkülönböztetésre használt jeleket alsó indexbe szokás írni.
- Fényrend (nagyságrend) – a csillagok fényesség szerinti csoportosítása. Elsősorban a szabad szemmel vagy kisebb távcsővel látható csillagok esetében használjuk, egy természetes számmal kiegészítve (pl. negyedrendű csillag).
- Magnitúdó – a fényesség mértékegysége, de a fényesség szinonimájaként is gyakran használják (4,7 magnitúdójú, értsd: 4,7 magnitúdó fényességű). Jele m vagy M (felső index).
- Intenzitás (fluxus, sugárzási áram) – a csillag által kibocsátott elektromágneses sugárzás erőssége. Jele »I«.
- Luminozitás (fényerő) – a csillag által időegység alatt kibocsátott összes sugárzási energia. Jele »L«. A megkülönböztetésre használt jeleket alsó indexbe szokás írni.

## Látszólagos fényesség
Az égitestek közül a csillagoknak és a mélyégobjektumoknak (csillaghalmazok, galaxisok, kvazárok stb.) van saját fényük; a Naprendszer összes égitestje a Nap fényét veri vissza. Ezt a fényt az emberi szem – de az utolsó néhány évtizedtől eltekintve minden csillagászati műszer is – a Földről vizsgálta, a légkörön keresztül. A légkör fényelnyelő képessége (extinkció) és turbulenciája elsősorban a vastagságától függ, ezért telepítik a csillagvizsgálókat magas hegyekbe, ún. jó asztroklímájú területre. Az égitestek földfelszínről észlelhető fényességét (a légköri hatást leszámítva) látszólagos fényességnek nevezzük.

### Égitestek
A különböző égitestek eltérő tulajdonságaik folytán is más-más fényességűnek látszanak, az alábbiak szerint.

#### Nap
Napunk a legfényesebb égitest, fényessége -26,8m.

#### Meteor
A meteor ebben a lajstromban kakukktojás: nem égitest, hanem a bolygóközi tér legkisebb anyagrészecskéinek a Föld légkörében történő felizzása, vagyis fényjelenség. Mégis említést kell tenni róla, mivel a csillagászati megfigyelés – különösen az amatőrcsillagászok körében kedvelt – egyik ága.
A légkörbe érkező anyagrészecske méretétől és sebességétől függően a gyakori meteorok maximális fényessége -12m (telehold), de akár fényesebb is lehet. A -4m-tól fényesebbeket tűzgömböknek, ha felrobban, akkor bolidának nevezik. Fényességük alsó határát számszerűsíteni nem lehet; a csak távcsővel látható meteorokat teleszkopikus meteornak nevezik, észlelésük gyakorlatilag 8-10m-ig terjed, tekintettel arra, hogy nagy látómezőt adó kisebb kézi távcsővel (binokulár) célszerű végezni.

#### Hold
A Hold a Nap után a legnagyobb fényességű égitest. Föld körüli keringése miatt a Nap által megvilágított félgömbjének különböző nagyságú részét látjuk, fényessége elsősorban ettől függ. A Nappal együttállásakor, újholdkor szabad szemmel nem látható, majd az egyre növekvő megvilágított rész miatt fényessége folyamatosan növekszik a telehold fázisig: ekkor átlagosan -12,74m.  Ezután a fogyó hold látszó fényessége folyamatosan csökken.

#### Bolygók
A Naprendszer Földön kívüli hét bolygója a látszólagos fényesség tekintetében jelentős mértékben eltér egymástól, amit különböző méretük mellett változó távolságuk és elhelyezkedésük okoz. A két belső bolygó, a Merkúr és a Vénusz a Holdhoz hasonlóan fázisokat mutat, így látszó korongjuknak egy bizonyos része van megvilágítva a napsugarak által, ami jelentősen módosítja a Földtől való változó távolságból adódó fényességet. A külső bolygók fázisváltozásából adódó fényességkülönbség elhanyagolható a távolságváltozás okozta hatás mellett.
- A Merkúrnak alsó együttállásban a Nap által meg nem világított korongja néz a Föld felé, így az újholdhoz hasonlóan nem észlelhető. A felső együttállásig látszólagos fényessége fokozatosan növekszik -1,4 – -2,2m-ra attól függően, hogy a pályaexcentricitások következtében éppen milyen távolságban van a Földtől, majd fényessége csökken.[3]
- A Vénusz a Nap és a Hold után a legfényesebb égitest. A Nap-Föld-Vénusz egymáshoz viszonyított helyzetéből adódó, a látszólagos fényességre ható paraméterek úgy alakulnak, hogy fényessége -4,5 – -3,9m között változik. Legnagyobb fényességét a keleti maximális kitérés után, illetve a nyugati maximális kitérés előtt mintegy 35 nappal éri el, amikor a Földtől 0,45 csillagászati egység távolságra van.[4] A Vénusz -4,5m-s fényessége azon a határon van, hogy jószemű ember kedvező körülmények között, és ha tudja, hol kell keresni, fényes nappal is képes meglátni az égen a bolygót.[5]

- A Mars fázisa 86% és 100% között változik, így kevéssé módosítja a távolság által meghatározott fényességet, amely átlagosan -2,9m[3] és +1,8m[6] között változik.
- A Jupiter távolsága a Földtől 4,3-6,4 csillagászati egység, de mivel a Naprendszer legnagyobb bolygója, fényessége -2,6 – -1,7m között változik.[3]
- A Szaturnusz látszólagos fényessége -0,4 – +0,1m között változik.[3]
- Az Uránusz látszólagos fényessége 5,7 – 5,9m között változik.[3] Bár szabad szemmel elvileg látható, csak az tudja azonosítani, aki pontosan ismeri a pillanatnyi pozícióját. Ez a magyarázata annak, hogy az előzőekben felsorolt, ókortól ismert öt bolygócsillagtól eltérően távcsővel fedezte fel William Herschel 1781-ben.
- A Neptunusz látszólagos fényessége minimális mértékben, 7,8 – 8,0m között változik.[3] Kisebb távcsővel is megfigyelhető, ha ismerjük a pozícióját.

##### A bolygók holdjai
Földünk kísérőjét kivéve szabad szemmel egyetlen másik hold sem látható. Bár a távcsővel elsőként Galilei által felfedezett Jupiter holdak 5-6m-s fényessége lehetővé tenné a szabad szemes láthatóságot, de ez a közeli Jupiter több százszoros fényessége miatt gyakorlatilag nehezen lehetséges. A Naprendszer többi holdja 8m-nál halványabb.

#### Kisbolygók és törpebolygók
A kisbolygók és törpebolygók méretük folytán szabad szemmel gyakorlatilag nem láthatók. A törpebolygók közül egyedül a Ceres kering a hozzánk közeli kisbolygóövben, de ennek látszó fényessége is csak 6,7m, amikor a legközelebb jár a Földhöz. A kisbolygók méret- és távolságbeli sokfélesége a látszólagos fényességek teljes skáláját felöleli a szabad szemmel nem látható kategóriában.

#### Üstökösök
Az üstökösök látszólagos fényessége sajátságos felépítésük és pályájuk következtében nagyon változó. A kozmikus értelemben véve kicsi, kilométer nagyságrendű vagy kisebb üstökösmagok 3-4 csillagászati egység távolságra a Naptól szinte felfedezhetetlenek a 15-20m-s égitestek dzsungelében. Fényességük növekedésében a Földhöz való közeledés mellett nagy jelentőségű az, hogy a napsugárzás hatására viszonylag nagy anyagmennyiség távozik a magról hatalmas méretű, de nagyon kis anyagsűrűségű csóvát alkotva. Ez az anyagleszakadás általában nem egyenletes, ezért nem lehet máig sem előre biztosan meghatározni az üstökös fényességváltozását. Erre egy szemléletes példa a rövid periódusú Holmes-üstökös, amelyet ismert pályája ellenére sem sikerült folyamatosan megfigyelni. 2007 őszén azonban pontosan nem ismert fizikai esemény következtében napok alatt 2m-ra felfényesedett, és szabad szemmel is könnyen látható volt. Az írott történelemben több olyan üstökös is ismert, amely a hatalmas csóva által visszavert napfény következtében heteken, hónapokon keresztül szabad szemmel is látható volt, egy-két esetben még fényes nappal is. Az ilyen esetek azonban elég ritkák, de a 7-10-12m fényességű, amatőr távcsövekkel is könnyen megfigyelhető üstökösök száma évente akár egy tucat is lehet.

#### Csillagok
A csillagok, mint ősidők óta ismert égitestek kétezerszáz évvel ezelőtti csoportosítása ma is a fényességi skála alapja. Hipparkhosz hat nagyságrendbe, osztályba sorolta a teljes égbolton szabad szemmel látható csillagokat. A legfényesebbek lettek az elsőrendű csillagok, az éppen megpillanthatóak a hatodrendűek. A magnitúdóskálát Pogson az 1850-es években matematikailag kezelhetővé tette, ezáltal a tartomány mind negatív, mind pozitív irányban kiterjeszthetővé vált, a mérésre alkalmas eszközök feltalálásával pedig nem csak egész, hanem tört értékek meghatározása is lehetővé vált. A csillagtérképeken, éggömbökön a csillagokat fényességük szerint különböző nagyságú szimbólumokkal jelölik. Nem kevés azon csillagoknak a száma, amelyek különböző okok miatt változtatják fényességüket: ezeket változócsillagnak nevezzük.
Az égbolt legfényesebbnek látszó csillaga a Szíriusz a Nagy Kutya csillagképben, fényessége -1,44m. Az egész égbolton 5000 körül van a szabad szemmel látható csillagok száma.

##### Fényesség szerinti megoszlás
A 20. századig abban nagyjából egyet értettek a csillagászok, hogy az első fényrendbe 20 csillag tartozzon (ezek modern mérés szerint 1,3m-nál fényesebbek); hogy pontosan melyek ezek, abban már 1-2 eltérés adódott. A 20 csillag közelítőleg egyformán oszlik meg az északi- és a déli félgömb között. A csillagszámlálások alapján megállapították, hogy az egyes fényrendekbe tartozó csillagok száma mértani sorozatot alkot (két szomszédos fényrendbe tartozó csillagok számának aránya nagyjából azonos, 2 és 3 közötti érték).
| I. | II. | III. | IV. | V.   | VI.  | VII.   | VIII.  | IX.     | X.      |
| -- | --- | ---- | --- | ---- | ---- | ------ | ------ | ------- | ------- |
| 20 | 65  | 200  | 500 | 1400 | 5000 | 20 000 | 68 000 | 240 000 | 720 000 |

A 20. század előtti csillagfelmérések legnagyobb munkája, a Bonner Durchmusterung csillagkatalógus az északi pólustól -2° deklinációig tartalmazza a 10m-nál fényesebb csillagokat. Ezek megoszlását az alábbi táblázat mutatja.
| m≤1,3m | 1,3<m≤2,5m | 2,5<m≤3,5m | 3,5<m≤4,5m | 4,5<m≤5,5m | 5,5<m≤6,5m | 6,5<m≤7,5m | 7,5<m≤8,5m | 8,5<m(<9,9)m |
| ------ | ---------- | ---------- | ---------- | ---------- | ---------- | ---------- | ---------- | ------------ |
| 8      | 37         | 102        | 227        | 767        | 3052       | 10 100     | 35 084     | 274 106      |

#### Mélyégobjektumok
Az amatőrcsillagászatban meghonosodott mélyégobjektum kifejezés alatt azokat a Naprendszeren kívüli égitesteket értjük, amelyek nem csillagok; a halmazokat, és természetesen a Tejútrendszeren kívüli galaxisokat is saját fénykibocsátású csillagok alkotják, de a planetáris és reflexiós ködök is kapcsolatban vannak valamely közeli csillaggal. Ezen kiterjedt égitestek összegzett fényét ugyanazzal a magnitúdóskálával mérjük, mint a többi égitestét. Bár abszolút fényességük hatalmas is lehet (galaxisok, kvazárok), nagy távolságuk miatt többségüket csak távcsővel, a leghalványabbakat fotografikusan lehet megfigyelni. A vizuális tartományban legfényesebb kvazár, a 3C 273, 12,8m fényességű.
Az első mélyég-katalógus a Messier-katalógus. Ennek legfényesebb objektuma az M45, más néven Fiastyúk: látszó fényessége 1,7m. Van még néhány szabad szemmel is megpillantható Messier-objektum (M31, M7 stb.), de igazi szépségüket, szerkezetüket ezek is csak távcsőben mutatják meg.

### Fényességmeghatározási módszerek
Az égitestek különböző hullámhosszúságú elektromágneses sugárzást bocsátanak ki, vagy a rájuk esőből nyelnek el és vernek vissza. A földi légkör a rádióhullámok bizonyos részén kívül a látható fény tartományába eső, és ahhoz közeli infravörös és ultraibolya sugarakat engedi át, így az égitestek látható tartományba eső sugárzásának érzékelése és mérése tartozik ennek a cikknek a keretébe.
Az érzékelő eszközök a hullámtartomány kisebb-nagyobb részét érzékelik önmagukban, vagy különböző kiegészítőkkel, szűrőkkel együtt alkalmazva.

#### Vizuális fényesség
Az égitestek fényessége megállapításának első eszköze az emberi szem volt. A szem a kék színtől (400 nm) a vörös színig (700 nm) terjedő tartományra érzékeny; maximuma nappali megvilágításnál 570 nm-nél, alkonyati megvilágításban 510 nm körül van. A szemmel történő fényességmeghatározást vizuális fényességnek nevezzük, és mv-vel (ritkán mvis) jelöljük.

##### Fényességbecslés
Különösen az amatőrök körében, a változócsillagok fényességének megállapítására alkalmazzák az összehasonlító fénybecslést, bár több ismert csillagász nevéhez is fűződnek módszerek (Pickering, Argelander). Szemmel (és megfelelő gyakorlattal) 0,1m fényességkülönbség állapítható meg, tehát a becslés pontossága is e körül van. A változócsillag pillanatnyi fényességének becsléséhez ún. változótérképekre van szükség, amelyen a változóhoz közeli, állandó fényű csillagok pontos vizuális látszó fényességei vannak feltüntetve.

##### Fényességmérés
A pontosabb fényességmeghatározáshoz többféle fotométert is kifejlesztettek az elmúlt időkben. Legismertebb közülük a Zöllner fotométer.

#### Bolometrikus fényesség
Ha az égitestről jövő összes sugárzást mérjük, akkor bolometrikus fényességről beszélünk, amelynek jele mbol. Bolométerrel mérjük, amely az elektromágneses sugárzás hatására létrejövő hőmérsékletváltozást érzékeli. Közvetlenül csak a légkörön kívüli űreszközök segítségével mérhető (földi viszonylatban csak számítható). Nagy előnye, hogy több zavaró tényező hiánya következtében pontosabb adatokat kaphatunk a csillagok energiatermelésére, így a belőle számítható abszolút bolometrikus fényesség (Mbol) az asztrofizika egyik alapadatának tekinthető.
A később ismertetésre kerülő UBV rendszer V sávjában mért látszólagos fényesség és a bolometrikus fényesség különbségét bolometrikus korrekciónak nevezzük, és BC-vel jelöljük: BC=mV-mbol (vigyázat, az mV nem a vizuális magnitúdó jele!). Mivel a bolometrikus magnitúdó számértéke mindig kisebb mV-től, ezért BC értéke mindig pozitív.

#### Fotografikus fényesség
A fényképezést közel 150 éve alkalmazzák a csillagászatban. Hamarosan megállapították, hogy a fotólemez feketedése, illetve a fekete korong átmérője egy csillag esetében arányos annak látszólagos fényességével (minél fényesebb egy csillag, annál nagyobb átmérőjű lesz a fotólemezen). A csillagászat számára speciális minőségű és színérzékenységű fényérzékeny emulziókat fejlesztettek ki, de általában elmondható, hogy sokkal inkább érzékenyek a kék színre, mint az emberi szem. Így a forró, kék színű csillagok fényesebbnek, a hűvösebb, vörös csillagok halványabbnak mutatkoznak a vizuális értéknél. Ezért a fényképezési eljárással kapott fényességértéket mph (esetleg mp) jellel különböztetik meg.

#### Fotoelektromos fényesség
A fotoelektron-sokszorozó egyik előnye a fotólemezzel szemben, hogy a teljes látható tartományban egyformán és nagyon érzékeny. Használatánál az égitestek fénye a fényerősséggel arányos elektromos áramot kelt, melynek nagyságát mérve és átszámítva a fotoelektromos fényességet kapjuk, amelynek jele mpel (esetleg mphel).

#### CCD érzékelés
Napjainkban a fotografikus, de a fotoelektromos fotometriát, fényességmérést is felváltja a CCD érzékelő használata.

#### Érzékelt hullámhossztartomány
A fotografikus és fotoelektromos fénymérés során előnyös olyan szűrők használata, amelyek csak egy bizonyos szűkebb hullámhossztartományt engednek át. Az átengedett tartományt a szűrő sávszélességének nevezzük: ez általában 10-100 nm. A keskenyebb szűrő 1-2m-val fényesebb csillagok mérésére alkalmas.
Először a Johnson-féle UBV-fotometriai rendszert dolgozták ki az 1950-es években, amely az ultraibolya (U), kék (B) és sárga (vizuális) (V) sávokat engedi át. A pontos technológiával készített szűrők és maximális érzékenységük hullámhossza a következő: U=368 nm, B=445 nm (megközelítőleg egyezik a mph-val), V=546 nm (megközelítőleg egyezik a mv-val). Az infravörös tartományban használatos az R, I, J, K, L, M, N, Q rendszer. Ennek megfelelően meg kell különböztetnünk mU, mB stb. fényességeket.
Az egyes hullámhosszakon mért fényességek különbsége a színindex, ami a csillagok egyik fontos állapothatározója, a színhőmérséklet helyett használható.

### A fényességmérés korrekciója
A csillagászati mérések elvárt pontossága miatt a méréssel kapott ún. instrumentális magnitúdó értékét korrigálni kell a légkör, a távcső, a szűrő, a műszer érzékelője hullámhosszfüggő sajátságainak megfelelően. Ehhez nagy pontossággal ismert fényességű kalibráló csillagok használhatók: ilyenek az északi pólus környéki csillagok (NPS), valamint újabban a Hyadok vagy a Plejádok standard csillagai.

## Abszolút fényesség
Mivel a látszólagos fényesség a ténylegesen kibocsátott vagy visszavert sugárzásnak a távolság négyzetével arányosan változó mennyisége, így két egyforma fényesnek látszó objektum fizikailag nagyon különböző lehet, és viszont. Az égitesteket tehát akkor tudnánk egymással összehasonlítani, ha azonos távolságban lennének. Ezt nevezzük abszolút fényességnek, ami bármely égitest látszó fényessége és távolsága ismeretében egyszerűen kiszámítható. Az azonos távolság megegyezés szerint a Naprendszeren kívüli objektumoknál 10 pc, naprendszerbeli objektumoknál 1 csillagászati egység.
Abszolút fényesség ugyanannyi féle van, mint látszólagos fényesség, attól függően, hogy milyen kiindulási adatból számítottuk. Mind a mennyiségek, mind a mértékegységeik jele annyiban különbözik, hogy »m« helyett »M« betűt írunk.
Napunk abszolút fényessége +4,83MV. A csillagok abszolút fényessége -10 – +17M között van, egy átlagos spirális galaxis -21M, míg az Univerzum jelenleg ismert legtöbb energiát kibocsátó kvazárja -26,7M.
Ahogy egy csillag látszó fényességéből távolságának ismeretében ki lehet számítani az abszolút fényességét, úgy – ha más úton ismerjük egy csillag abszolút fényességét és mérjük a látszólagost – ki lehet számítani a távolságot is. Erre alkalmasak az RR Lyrae (M=0,61M) típusú változócsillagok.